# John Comyn, III Signore di Badenoch
John Comyn, III signore di Badenoch, noto anche come Comyn il Rosso (... – Dumfries, 10 febbraio 1306), è stato un nobile, politico e generale scozzese.
Una delle figure chiave delle guerre d'indipendenza scozzesi, prestò servizio come Guardiano di Scozia durante il secondo interregno fra il 1296 e il 1306 dopo la forzata abdicazione di suo zio re Giovanni di Scozia. Egli è ricordato soprattutto per la sua tragica fine avvenuta per mano di Roberto I di Scozia.
Suo padre John Comyn II (morto nel 1302) fu uno di coloro che concorsero per il trono durante la Grande causa in quanto discendente da Donald III di Scozia, mentre sua madre era Eleonora de Balliol. John fece in modo di legarsi anche alla nobiltà inglese sposando Joan de Valence, figlia di William de Valence, I conte di Pembroke che era uno degli zii di Edoardo I d'Inghilterra.

## La famiglia
Alla vigilia delle Guerre di indipendenza scozzesi i Comyn erano una delle più importanti famiglie del paese con vaste proprietà sia al nord che al sud ed imparentati con la famiglia reale. Il retaggio dei Comyn era piccardo-francese e la famiglia fece la sua comparsa in Scozia sotto il regno di Davide I di Scozia alla fine dell'XI secolo e da lì in poi non fece altro che accumulare fortuna. Nel XIII secolo avevano ottenuto la Signoria di Badenoch, il contado di Buchan e vaste terre nel Lochaber, quando nel 1286 Alessandro III di Scozia morì suo padre John Comyn, II Signore di Badenoch divenne uno dei Guardiani di Scozia ed accolse la nuova sovrana, l'infante Margherita di Scozia. La bambina morì nel 1290 lasciando il paese sull'orlo della guerra civile, scoppiò quella che venne chiamata la Grande causa per decidere chi doveva salire sul trono e anche John Comyn II si candidò come sovrano. Edoardo I d'Inghilterra, chiamato a risolvere la cosa, scelse uno dei loro cugini, Giovanni di Scozia, che nel 1292 salì al trono lasciando scontento l'altro principale contendente Robert Bruce, V Signore di Annandale. Ovviamente John e la sua famiglia appoggiarono il re anche dopo la sua deposizione per mano di Edoardo nel 1296 e tanto quanto appoggiavano Giovanni tanto quanto erano nemici giurati dei Bruce.

## La prigione
Con lo scoppio della guerra fra Inghilterra e Scozia nel 1296 a causa dell'invasione della prima John insieme al cugino John Comyn attraversò il confine ed attaccò Carlisle che era difesa per conto di Edoardo da Robert Bruce, VI Signore di Annandale (luglio 1243-attorno al 4 marzo 1304), padre del futuro Roberto I di Scozia. Le guerre di indipendenza scozzesi erano iniziate e lo avevano fatto con uno scontro fra due famiglie rivali, in quell'occasione i Comyn non erano attrezzati per assediare una città e per questo tornarono indietro unendosi al grosso dell'esercito scozzese che era accampato presso Haddington per fronteggiare gli inglesi che stavano arrivando da est.
Il 27 aprile 1296 gli scozzesi furono sonoramente sconfitti alla Battaglia di Dunbar (1296) e John fu tra coloro che vennero presi prigionieri, mentre suo padre e suo cugino riuscirono a riparare a nord egli venne portato alla Torre di Londra. Egli rimase in prigione per qualche mese finché, quando la guerra sembrava pendere tutta a favore dell'Inghilterra venne rilasciato a condizione che andasse a prestare servizio nelle Fiandre per contro di Edoardo, regione, quella, che era al centro dello scontro fra Inghilterra e Francia. John era in servizio oltre Manica quando seppe che William Wallace ed Andrew de Moray si erano ribellati agli inglesi e della loro vittoria ottenuta alla Battaglia di Stirling Bridge. Nel marzo 1298 John riuscì a disertare e andò a Parigi per chiedere aiuto a Filippo IV di Francia in virtù della Auld Alliance che esisteva fra i loro paesi, tuttavia ottenne poco, solo un passaggio che gli permise di tornare in patria entro l'estate.

## Il guardiano
In quel periodo Wallace era diventato Guardiano, mentre Moray era morto verso la fine del 1297 in conseguenza delle ferite riportate a Stirling e al momento Wallace aveva un solo imperativo, mettere insieme abbastanza uomini per fronteggiare l'esercito di Edoardo che di certo non avrebbe digerito di buon grado una sconfitta tanto pesante. Per quanto riguardava la cavalleria, da sempre il punto debole delle armate scozzesi, Wallace doveva dipendere dalle famiglie nobili come i Comyn e quando si combatté la Battaglia di Falkirk il 22 luglio 1298 l'esercito di Wallace venne distrutto quando la sua cavalleria leggera si allontanò al primo contatto con l'esercito avversario. John tornò in patria in quel periodo e non è noto se fosse presente o meno allo scontro.
Le due maggiori fonti scozzesi sono Giovanni di Fordun e John Barbour (1320 circa-13 marzo 1395), tuttavia essi scrissero diversi anni dopo gli eventi quando i Comyn erano stati spazzati via dal paese e Robert Bruce era il re da magnificare. Per questo motivo il racconto secondo il quale i Comyn odiassero Wallace a tal punto da garantirgli il proprio appoggio solo per tradirlo all'ultimo va soppesato attentamente. Quel che è certo è che John divenne Guardiano al posto di Wallace, una carica che difficilmente gli sarebbe stata data se la sua famiglia si fosse manifestamente macchiata di tradimento.
Wallace del resto aveva fondato la propria fama sui successi militari e la disfatta di Falkirk non gli lasciò politicamente scampo, quando John ne prese il posto dovette incontrarsi con Robert Bruce che aveva deciso di appoggiare i compatrioti contro gli inglesi. Gli scozzesi in quel periodo stavano ancora combattendo a vantaggio dell'assente re Giovanni e Bruce in quell'occasione mancò platealmente di sincerità visto che era noto che la sua famiglia non aveva ancora rinunciato al trono. L'atmosfera fra i due non era delle migliori, erano entrambi carichi di sospetto ed animosità tanto che quando i Guardiani insieme ai nobili si incontrarono a Peebles nell'agosto del 1299 John e Bruce andarono alle mani. Per bilanciare le cose fu nominato un altro guardiano tale William Lamberton Vescovo di St.Andrews, egli avrebbe dovuto fare da mediatore, ma fu una scelta quanto meno insolita visto che Lamberton era politicamente molto vicino a Bruce.
Nel maggio del 1300 sembrava molto più che plausibile che Giovanni sarebbe tornato al trono e Bruce si dimise dalla carica di Guardiano, tuttavia il concilio non era tranquillo, scoppiò una disputa fra Lamberton e John che fu risolta solo con l'ammissione come Guardiano di Ingram d'Umphraville, uomo vicino ai Comyn e l'anno dopo vi si aggiunse John de Soules (morto nel 1310) schierato con i Bruce. Nel 1301 anche Lamberton si dimise insieme ad Umphraville, mentre Soules andò in missione in Francia, John e suo cugino John Comyn si ritrovarono quindi assoluti padroni del concilio.
Mentre i Guardiani si preparavano a riaccogliere Giovanni, Bruce fece pace con Edoardo nel 1302.

## La resa
Per i Comyn le cose si mettevano bene, avevano contadi, Signorie e vaste proprietà al nord perfettamente intatte e redditizie, le invasioni inglesi del 1298, 1300 e 1301 erano rimaste confinate al sud, lasciando il nord ricco e prospero sia come base sia come centro di reclutamento per la loro causa. Il prestigio dei Guardiani crebbe quando, nel 1303, sconfissero gli inglesi nella Battaglia di Roslin insieme al comandante Simon Fraser (morto nel 1306), ma dal punto di vista politico la situazione prese un'altra piega. Edoardo e Filippo IV siglarono una pace da cui la Scozia venne esclusa e Giovanni perse l'ultima possibilità che aveva di tornare in patria, giacché era improbabile che il re che lo ospitava gli permettesse di tornare sul trono che il nuovo alleato voleva per sé. Forte di questa situazione Edoardo preparò una controffensiva in grande stile volta ad arrivare sino al nord, John tuttavia si rese conto di non essere in grado di resistere adeguatamente tanto più che con il tramonto del suo consanguineo la sua base di potere si andava sgretolando. Per questo motivo iniziò delle trattative con Edoardo che si conclusero vicino a Perth nel febbraio 1304, John riuscì a strappare la promessa che non vi sarebbero state ne rappresaglie ne confische ed Edoardo acconsentì, solo contro uno dei Guardiani egli aveva conservato un certo astio. Fra le condizioni della pace v'era la clausola che chi di loro avesse visto Wallace glielo avrebbe dovuto portare per sottoporlo a giudizio, non vi sono prove che John si sia messo di buona lena per cercarlo, ma d'altro canto non vi sono prove nemmeno per pensare a cosa avrebbe fatto se lo avesse trovato.

## La vita per una corona

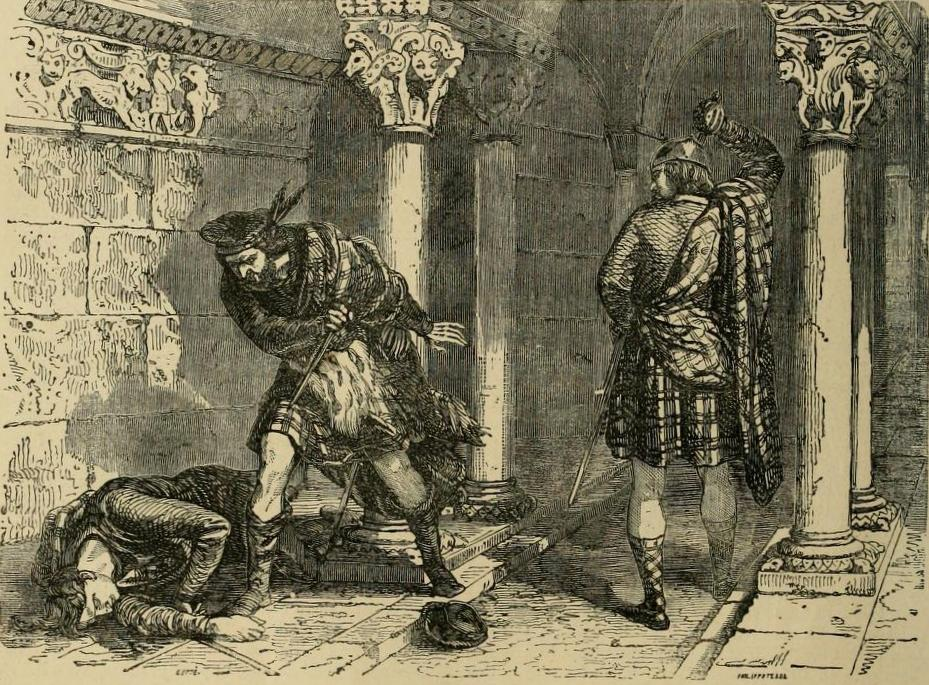
John Comyn ucciso da Robert Bruce e Roger de Kirkpatrick vicino all'altare della chiesa di Greyfriars a Dumfries, 10 Febbraio 1306

John incontrò la morte il 10 febbraio 1306 per mano di Robert Bruce che lo assassinò in una chiesa di Dumfries, questo è il fatto nudo e crudo. Le cronache dell'epoca provano o a dimostrare che Bruce fosse un assassino spietato e senza scrupoli o che John si fosse meritato quella fine per via del comportamento suo e della famiglia, su una sola cosa concordano, con Giovanni fuori dai giochi Bruce poteva salire al trono, ma non ci sarebbe mai riuscito con John vivo.
A partire dai primi mesi del 1306 Bruce si era riassicurato l'appoggio di molti nobili scozzesi inclusi due importanti prelati, William Lamberton e Robert Wishart, ma non era l'unico pretendente al trono, John era strettamente imparentato a Giovanni e non era così remota la possibilità che fosse lui a prendere la corona.
La morte di John colse Edoardo del tutto di sorpresa e una versione incompleta giunse a Westminster una quindicina di giorni dopo, all'inizio si pensò all'opera di qualcuno che mirava a minare la pace appena raggiunta, ma quando si seppe la verità Edoardo si infuriò. Egli autorizzò il cognato di John, Aymer de Valence, II conte di Pembroke a prendere misure straordinarie contro Bruce che si era da poco incoronato re a Scone in aggiunta ordinò alla vedova, Joan, di mandare suo figlio John in Inghilterra dove venne posto sotto la tutela reale. Il giovane John non sarebbe tornato in patria prima del 1314, quando era già uomo, per combattere contro Bruce nella Battaglia di Bannockburn dove perse la vita.
| Controllo di autorità | VIAF (EN) 315534149 · LCCN (EN) no2015034097 |